# Lacey Dover
Lacey Dover, född 16 augusti 2000 i Los Angeles, är en amerikansk skådespelare.
Dover har bland annat medverkat i filmerna The Killer, Renfield och Bottoms, samtliga från år 2023.

## Filmografi (i urval)
- 2023 – The Killer
- 2023 – Renfield
- 2023 – Bottoms